# Веллс (округ, Індіана)
Шаблон:StateAbbr_ 40°44′ пн. ш. 85°13′ зх. д. / 40.73° пн. ш. 85.22° зх. д.
Округ  Веллс (англ. Wells County) — округ (графство) у штаті  Індіана, США. Ідентифікатор округу 18179.

## Історія
Офіційно утворений в 1837 році.

## Демографія
За даними перепису 
2000 року 
загальне населення округу становило 27600 осіб, зокрема міського населення було 13338, а сільського — 14262.
Серед мешканців округу чоловіків було 13613, а жінок — 13987. В окрузі було 10402 домогосподарства, 7625 родин, які мешкали в 10970 будинках.
Середній розмір родини становив 3,09.
Віковий розподіл населення поданий у таблиці:
| Стать    | До 15 років | 15-21 | 22-29 | 30-39 | 40-49 | 50-65 | 65-85 | Понад 85 |
| -------- | ----------- | ----- | ----- | ----- | ----- | ----- | ----- | -------- |
| Чоловіки | 3197        | 1498  | 1231  | 1909  | 2191  | 2010  | 1429  | 148      |
| Жінки    | 2961        | 1291  | 1169  | 1945  | 2199  | 2108  | 1939  | 375      |

## Суміжні округи
- Аллен — північ
- Адамс — схід
- Джей — південний схід
- Блекфорд — південь
- Грант — захід
- Гантінгтон — північний захід

## Виноски
1. ↑  U.S. Decennial Census. United States Census Bureau. Архів оригіналу за 19 липня 2018. Процитовано 10 липня 2014.
2. ↑  Historical Census Browser. University of Virginia Library. Архів оригіналу за 16 серпня 2012. Процитовано 10 липня 2014.
3. ↑  Population of Counties by Decennial Census: 1900 to 1990. United States Census Bureau. Архів оригіналу за 4 жовтня 2014. Процитовано 10 липня 2014.
4. ↑  Census 2000 PHC-T-4. Ranking Tables for Counties: 1990 and 2000 (PDF). United States Census Bureau. Архів оригіналу (PDF) за 18 грудня 2014. Процитовано 10 липня 2014.
5. ↑  Wells County QuickFacts. Бюро перепису населення США. Архів оригіналу за 22 липня 2011. Процитовано 25 вересня 2011.(англ.) Наведено за англійською вікіпедією.
6. ↑  QuickFacts. Wells County, Indiana. United States Census Bureau. Архів оригіналу за 26 липня 2019. Процитовано 26 липня 2019.
7. ↑  American FactFinder. Бюро перепису населення США. Архів оригіналу за 26 лютого 2012. Процитовано 31 січня 2008.

| США | Це незавершена стаття з географії США. Ви можете допомогти проєкту, виправивши або дописавши її. |